# 最上寺 (品川区)
最上寺（さいじょうじ）は、東京都品川区にある浄土宗の寺院。

## 歴史
元和年間（1615年 - 1624年）、旗本寄合戸川安尤の開基である。元々は溜池（現・東京都港区赤坂）に位置していたが、その後麻布狸穴町に移転し、1661年（寛文元年）に現在地に移転した。
かつて、本願寺との間に「了福寺」という寺があったが、廃寺となったため、旧了福寺境内を本願寺と分割し編入した。

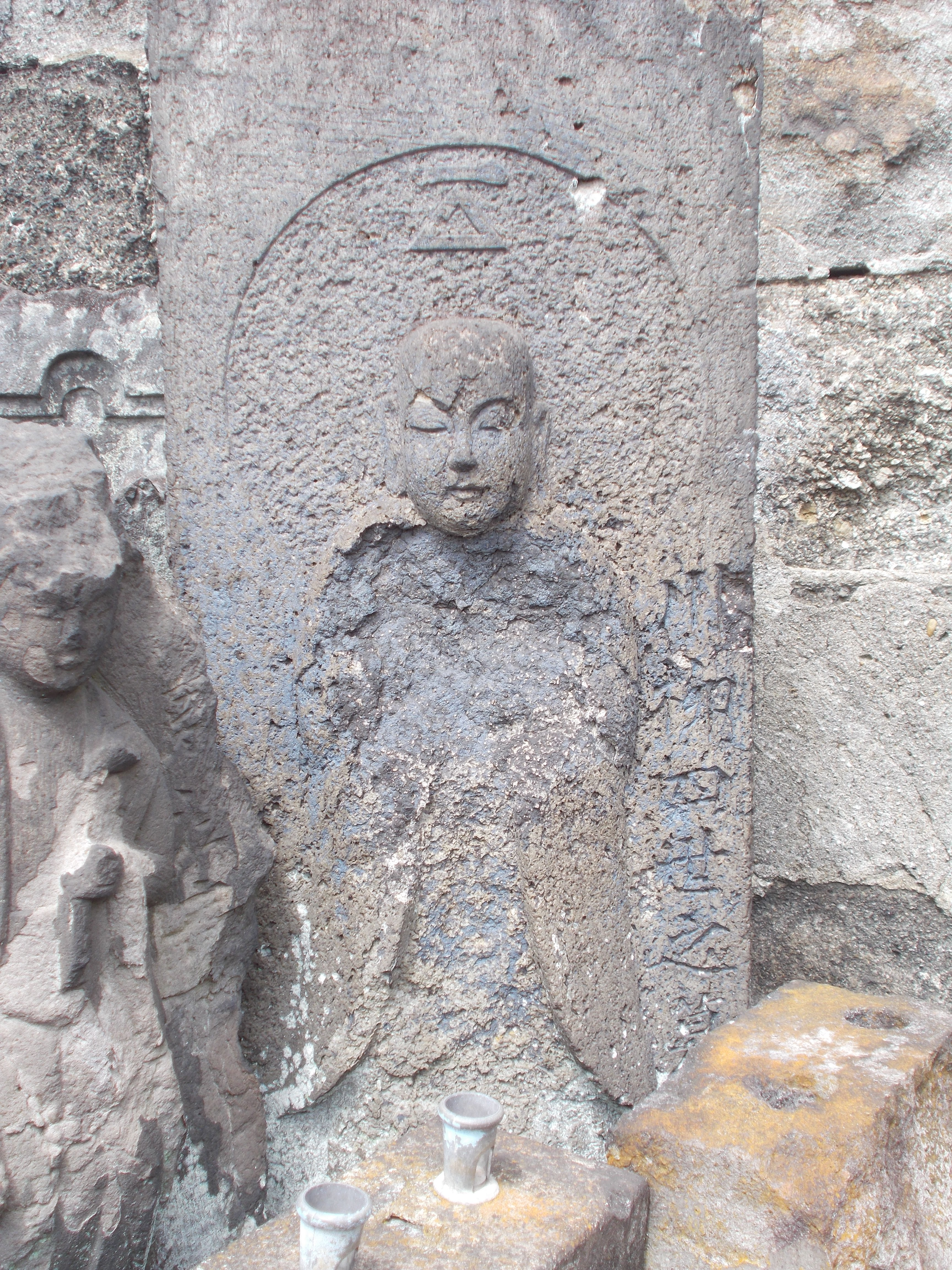
無縁墓地にある川柳四世之墓

## 交通アクセス
- 白金台駅より徒歩8分。